# Йелушич, Ана
Ана Йелушич (хорв. Ana Jelušić, род. 28 декабря 1986 года, Риека) — хорватская горнолыжница, участница трёх Олимпийских игр, призёр этапов Кубка мира. Специализируется в слаломных дисциплинах.
В Кубке мира Йелушич дебютировала в 2002 году, в январе 2007 года первый раз попала в тройку лучших на этапе Кубка мира. Всего на сегодняшний момент имеет 2 попадания в тройку лучших на этапах Кубка мира, обе в слаломе. Лучшим достижением Йелушич в общем зачёте Кубка мира является 22-е место в сезоне 2006-07.
На Олимпиаде-2002 в Солт-Лейк-Сити Йелушич, находясь в 15-летнем возрасте, была самой молодой участницей игр, в слаломе заняла 23-е место, а в гигантском слаломе 37-е место.
На Олимпиаде-2006 в Турине стала 15-й в слаломе, кроме того, стартовала в гигантском слаломе, но не смогла финишировать.
На Олимпиаде-2010 в Ванкувере стартовала в двух дисциплинах: гигантский слалом — не финишировала, слалом — 12-е место.
За свою карьеру участвовала в пяти чемпионатах мира, лучший результат 4-е место в слаломе на чемпионате-2007.
Чемпионка Хорватии в слаломе (2009), Австрии в гигантском слаломе (2003). Обладательница Trofeo Topolino (2001).
Использует лыжи производства фирмы Elan.